# ویسرال گیمز
ویسرال گیمز (به انگلیسی: Visceral Games) (نام قبلی:EaRedwoodShores) یک استودیوی آمریکایی توسعه‌دهنده بازی‌های ویدئویی، تحت مالکیت شرکت الکترونیک آرتس بود.
این استودیو بیش از هر چیز به دلیل تولید مجموعه بازی‌های ترس و بقا فضای مرده شناخته می‌شد. در ۱۷ اکتبر سال ۲۰۱۷ شرکت الکترونیک آرتس اعلام بسته شدن استدیوی ویسرال گیمر را کرد. این استودیو در حال ساخت نسخهٔ جدیدی از سری بازی‌های ویدئویی جنگ ستارگان بود که پس از بسته شدن ویسرال گیمز، توسعهٔ این بازی به استودیو جهانی ای‌اِی سپرده شد.

## بازی‌های ساخته شده
| سال                       | بازی                            | سکو(ها)                                                                 |
| ------------------------- | ------------------------------- | ----------------------------------------------------------------------- |
| به عنوان ای‌ئی رد وود شورز |                                 |                                                                         |
| ۲۰۰۱                      | ۰۰۷: مأمور زیر آتش              | پلی‌استیشن ۲، اکس‌باکس، گیم‌کیوب                                           |
| ۲۰۰۳                      | ارباب حلقه‌ها: بازگشت پادشاه     | پلی‌استیشن ۲، اکس‌باکس، گیم‌کیوب، گیم بوی ادونس، مایکروسافت ویندوز، مک‌اواس |
| ۲۰۰۴                      | جیمز باند ۰۰۷: همه‌چیز یا هیچ‌چیز | پلی‌استیشن ۲، اکس‌باکس، گیم‌کیوب                                           |
| ۲۰۰۴                      | ارباب حلقه‌ها: دوران سوم         | پلی‌استیشن ۲، اکس‌باکس، گیم‌کیوب                                           |
| ۲۰۰۵                      | جیمز باند ۰۰۷: از روسیه با عشق  | پلی‌استیشن ۲، اکس‌باکس، گیم‌کیوب                                           |
| ۲۰۰۶                      | پدرخوانده: بازی                 | پلی‌استیشن ۲، پلی‌استیشن ۳، پلی‌استیشن همراه، اکس‌باکس، اکس‌باکس ۳۶۰، وی     |
| ۲۰۰۷                      | بازی سیمپسون‌ها                  | پلی‌استیشن ۳، اکس‌باکس ۳۶۰                                                |
| ۲۰۰۸                      | فضای مرده                       | پلی‌استیشن ۳، اکس‌باکس ۳۶۰، مایکروسافت ویندوز                             |
| ۲۰۰۹                      | پدرخوانده ۲                     | پلی‌استیشن ۳، اکس‌باکس ۳۶۰، مایکروسافت ویندوز                             |
| ۲۰۰۹                      | فضای مرده: اصل و نسب            | پلی‌استیشن ۳، وی                                                         |
| ۲۰۱۰                      | دوزخ دانته                      | پلی‌استیشن ۳، اکس‌باکس ۳۶۰                                                |
| ۲۰۱۰                      | فضای مرده: اشتعال               | پلی‌استیشن ۳ (شبکه پلی‌استیشن)، اکس‌باکس ۳۶۰ (اکس‌باکس لایو)                |
| ۲۰۱۱                      | فضای مرده ۲                     | پلی‌استیشن ۳، اکس‌باکس ۳۶۰، مایکروسافت ویندوز                             |
| ۲۰۱۳                      | فضای مرده ۳                     | پلی‌استیشن ۳، اکس‌باکس ۳۶۰، مایکروسافت ویندوز                             |
| ۲۰۱۳                      | بتلفیلد ۳                       | پلی‌استیشن ۳، اکس‌باکس ۳۶۰، مایکروسافت ویندوز                             |
| ۲۰۱۳                      | ارتش دو نفره: کارتل شیطان       | پلی‌استیشن ۳، اکس‌باکس ۳۶۰                                                |
| ۲۰۱۵                      | بتلفیلد هاردلاین                | پلی‌استیشن ۳، پلی‌استیشن ۴، اکس‌باکس ۳۶۰، اکس‌باکس وان، مایکروسافت ویندوز   |
| لغو شد                    | پروژه بی‌نام جنگ ستارگان         | پلی‌استیشن ۴، اکس‌باکس وان                                                |